# Yuka (mamut)

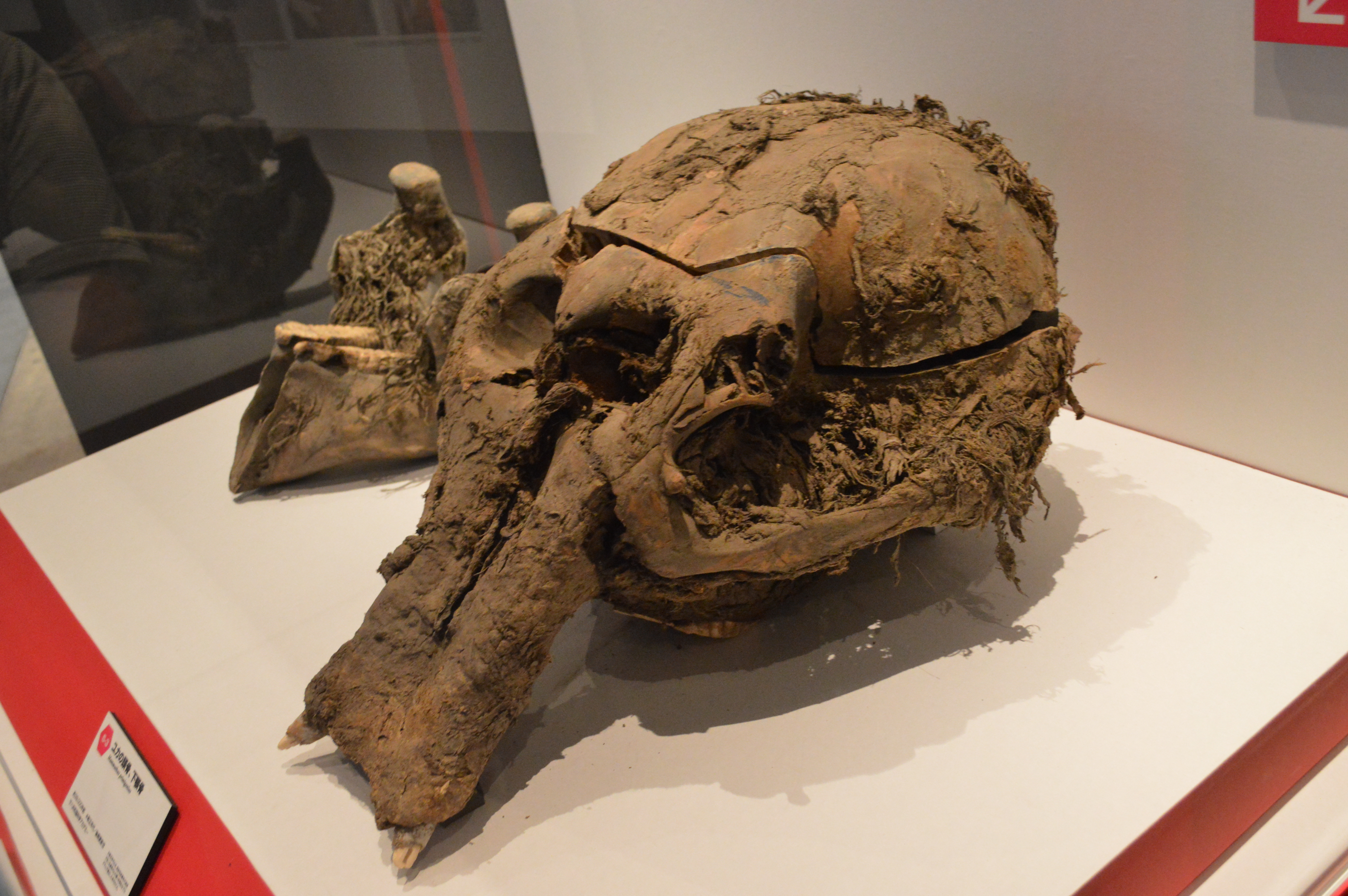
Czaszka i dolna szczęka

Yuka (mamut) – dwuipółroczny (w chwili śmierci) zakonserwowany mamut włochaty sprzed 39 tysięcy lat odnaleziony w syberyjskiej wiecznej zmarzlinie w 2010 roku. Według Bernarda Buiguesa z organizacji Mammuthus zwierzę było ofiarą ataku lwów jaskiniowych, potem zaś miało być zaatakowane i dobite przez ludzi. Niniejsze wnioski wysunięto na podstawie niezagojonych ran na ciele zwierzęcia.